# Operación Proporcionar Confort
La Operación Proporcionar Confort (en inglés: Operation Provide Comfort) y la Operación Proporcionar Confort II fueron unas operaciones militares llevadas a cabo por Estados Unidos y algunos de sus aliados de la guerra del Golfo a partir de abril de 1991 para defender a los kurdos que huyeron de sus hogares en el norte de Irak tras la guerra y para entregarles ayuda humanitaria.